# Еркурган
Еркурган (узб. Yerqorğan — «земляная крепость») — крупный археологический памятник Средней Азии, руины древнего города Согда – Нахшаба.

## Описание
Городище расположено на расстоянии около 10 км к северо-западу от современного города Карши, вдоль автотрассы Карши — Бухара. Оно состоит из двух частей: внутреннего и внешнего города. Обе части города окружены монументальными крепостными стенами. В черте внутреннего города, который представляет собой четкий большой пятиугольник с площадью около 40 га, насчитываются более двух десятков разнообразных бугров – руины древних городских жилых и общественных зданий. 
Первые археологические раскопки в Еркургане проводились в 1948 года археологом С. К. Кабановым. В 1965 году частично был изучен археологической группой во главе с М. Е. Массоном. Широкомасштабные археологические исследования начаты лишь с 1971 года в связи с созданием Института археологии Академии наук Узбекистана. В течение более двадцати лет археологами института были раскопаны остатки цитадели, дворцового комплекса, городского святилища, зороастрийской дахмы, мавзолея городской верхушки, квартала керамистов и металлистов и системы фортификации.
Результаты археологических раскопок показали, что город на месте Еркургана возник в VIII—VII веках до н. э. Во II веке до н. э. вокруг центрального внутреннего города была построена внешняя крепостная стена и площадь его территории достигла 150 га.
Город был обжит с IX—VIII века до н. э. по VI век н. э..